# The Perfect Insider
The Perfect Insider, in originale Subete ga F ni naru (すべてがFになる? lett. "Tutto diventa F"), è un romanzo giapponese di Hiroshi Mori pubblicato da Kōdansha nel 1996 come primo volume della serie S&M. Un adattamento manga di Torao Asada è stato serializzato sul Comic Birz della Gentosha nel 2001. Una visual novel è stata pubblicata nel marzo 2002. Un dorama di dieci episodi è stato trasmesso sulla Fuji TV tra ottobre e dicembre 2014. Un adattamento anime, prodotto dalla A-1 Pictures, è stato trasmesso nel contenitore noitaminA della Fuji TV tra l'8 ottobre e il 17 dicembre 2015.

## Trama
Sōhei Saikawa, un membro del laboratorio di ricerca Saikawa, si concede una vacanza insieme ai suoi colleghi di lavoro e alla figlia del suo mentore Moe Nishinosono. Proprio durante il viaggio, però, Sōhei e Moe finiscono per trovare un cadavere e così i due, intenzionati a svelare l'identità dell'assassino, iniziano ad indagare su quello che ben presto diventerà un caso di omicidio seriale.

## Personaggi
Sōhei Saikawa (犀川 創平?, Saikawa Sōhei)
Doppiato da: Yasuyuki Kase
Un ex studente del professor Nishinosono che è un grande fan di Shiki.
Moe Nishinosono (西之園 萌絵?, Nishinosono Moe)
Doppiata da: Atsumi Tanezaki
La figlia del professor Nishinosono. È una ragazza ricca che ha una cotta per Sōhei.
Shiki Magata (真賀田 四季?, Magata Shiki)
Doppiata da: Ibuki Kido
Una geniale scienziata informatica ventinovenne che si sospetta abbia ucciso i genitori a quattordici anni.
Seiji Shindō (新藤 清二?, Shindō Seiji)
Doppiato da: Shunsuke Sakuya
Yumiko Shindō (新藤 裕見子?, Shindō Yumiko)
Doppiata da: Sayaka Kobayashi
Yukihiro Yamane (山根 幸宏?, Yamane Yukihiro)
Doppiato da: Tatsuhisa Suzuki
Tomihiko Yuminaga (弓永 富彦?, Yuminaga Tomihiko)
Doppiato da: Bin Sasaki

## Media

### Media cartacei
Il romanzo di 370 pagine, scritto da Hiroshi Mori, è stato pubblicato da Kōdansha il 3 aprile 1996 ed è il primo volume della serie S&M dell'autore. L'adattamento manga, disegnato da Torao Asada, è stato serializzato sul Comic Birz della Gentosha tra i numeri di marzo e agosto 2001. I capitoli sono stati raccolti in un unico volume tankōbon, che è stato pubblicato il 24 febbraio 2002.

### Videogiochi
La visual novel della serie, prodotta dalla Kindle Imagine Develop per PlayStation, è stata pubblicata il 28 marzo 2002.

### Live action
Il live action di Subete ga F ni naru è stato prodotto dalla Kyodo Television e diretto da Hideyoshi Jōhō, Yoshinori Kobayashi ed Hisao Ogura. La sceneggiatura è a cura di Shōta Koyama e Tsutomu Kuroiwa, mentre la colonna sonora è stata composta da Kenji Kawai. La serie è stata trasmessa sulla Fuji TV dal 21 ottobre al 23 dicembre 2014.

### Anime
La serie televisiva anime di undici episodi, prodotta dalla A-1 Pictures e diretta da Mamoru Kanbe, è andata in onda nel contenitore noitaminA della Fuji TV dall'8 ottobre al 17 dicembre 2015. La colonna sonora è stata composta da Kenji Kawai, mentre il character design è stato sviluppato da Inio Asano. Le sigle di apertura e chiusura sono rispettivamente talking dei Kana-Boon e Nana Hitsuji (ナナヒツジ?) dei Scenario Art. In varie parti del mondo, tra cui l'Italia, gli episodi sono stati trasmessi in streaming, in contemporanea col Giappone, da Crunchyroll, mentre in America del Nord i diritti sono stati acquistati dalla Sentai Filmworks.

#### Episodi
| Nº | Titolo italiano Giapponese 「Kanji」 - Rōmaji                | In onda          | In onda |
| Nº | Titolo italiano Giapponese 「Kanji」 - Rōmaji                | Giapponese       |         |
| 1  | Colloquio in bianco 「白い面会」 - Shiroi menkai             | 8 ottobre 2015   |         |
| 2  | Incontro in blu 「蒼色の邂逅」 - Aoiro no kaikō              | 15 ottobre 2015  |         |
| 3  | Magia rossa 「赤い魔法」 - Akai mahō                         | 22 ottobre 2015  |         |
| 4  | Passato iridescente 「虹色の過去」 - Nijiiro no kako         | 29 ottobre 2015  |         |
| 5  | Desiderio argenteo 「銀色の希望」 - Gin'iro no kibō          | 5 novembre 2015  |         |
| 6  | Decisione cremisi 「真紅の決意」 - Shinku no ketsui          | 12 novembre 2015 |         |
| 7  | Confine grigio 「灰色の境界」 - Haiiro no kyōkai             | 19 novembre 2015 |         |
| 8  | Alba purpurea 「紫色の夜明け」 - Murasakiiro no yoake        | 26 novembre 2015 |         |
| 9  | Spiraglio giallo 「黄色の死角」 - Kiiro no shikaku           | 3 dicembre 2015  |         |
| 10 | Verità violetta 「紫苑色の真実」 - Shion'iro no shinjitsu    | 10 dicembre 2015 |         |
| 11 | Fine settimana incolore 「無色の週末」 - Mushoku no shūmatsu | 17 dicembre 2015 |         |